# جيليان كامبل
جيليان كامبل (بالإنجليزية: Gillian Campbell)‏ هي مجدفة أسترالية، ولدت في 21 أغسطس 1960.

## وصلات خارجية
- جيليان كامبل على موقع الاتحاد الدولي للتجديف (الإنجليزية)
- جيليان كامبل على موقع اللجنة الأولمبية الدولية (الإنجليزية)
- جيليان كامبل على موقع أوليمبيديا (الإنجليزية)
- جيليان كامبل على موقع اللجنة الأولمبية الأسترالية (الإنجليزية)